# Budynek Rejencji w Olsztynie

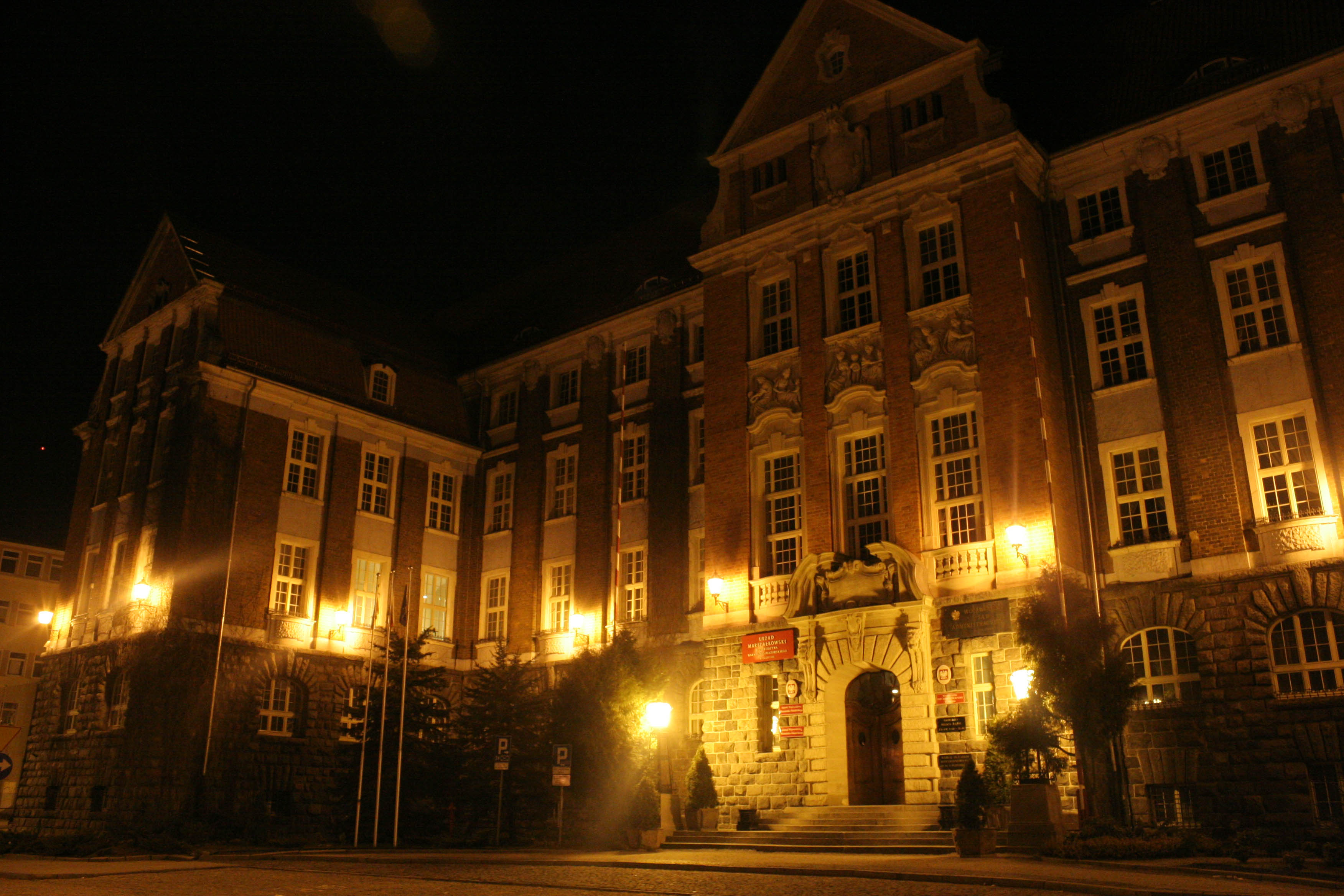
Gmach dawnej rejencji nocą. Wejście główne od strony ul. Emilii Plater.

Budynek Rejencji w Olsztynie przy ulicy Emilii Plater 1, dawnej Freiherr-vom-Stein-Straße/Steinstrasse. Gmach zajmuje niemal cały kwartał ograniczony przez ulice Emilii Plater, Tadeusza Kościuszki, aleję Piłsudskiego i skwer Andrzeja Wakara (przy ulicy Mikołaja Raja).

## Historia budynku
Gmach wybudowano w latach 1908–1911 na potrzeby urzędu Rejencji Olsztyńskiej (Regierungsbezirk Allenstein) wydzielonej w południowej części Prus Wschodnich w roku 1905 (odpowiednik polskiego województwa). W gmachu urzędował prezydent Rejencji oraz inni jej urzędnicy, znajdowały się taż kasy ubezpieczeń społecznych oraz mieścił się Urząd Powiatów Prus Wschodnich. Główną część budowli oddano do użytku 1 lipca, a poświęcono 15 lipca 1911 roku, w 501 rocznicę bitwy pod Grunwaldem. W latach 20. i 30. XX wieku gmach rozbudowano.
W 1920 roku w gmachu Rejencji pracowała aliancka komisja nadzorująca przebieg plebiscytu na Warmii i Mazurach. W okresie II wojny światowej część pomieszczeń zajmowało Gestapo.
W czasie wojny budynek Rejencji nie uległ wielkiemu zniszczeniu. Budynek przejęły wtedy PKP, które go zajmowały do 2004 roku, m.in. na potrzeby Dyrekcji Okręgowej Kolei Państwowych w Olsztynie (1945–1962) i Dyrekcji Rejonowej Kolei Państwowych (1975–1983). Na placu znajdującym się naprzeciwko wejścia głównego, pod drugiej stronie ul. Emilii Plater stanął w 1954 roku Pomnik Wdzięczności Armii Czerwonej.
Użytkownikami gmachu są Urząd Marszałkowski Województwa Warmińsko-Mazurskiego i Wojewódzki Sąd Administracyjny w Olsztynie.

## Dane budynku
Wejście główne budynku Rejencji znajduje się przy ulicy Emilii Plater, naprzeciwko Pomnika Wyzwolenia Ziemi Warmińsko-Mazurskiej (dawnego Pomnika Wdzięczności Armii Czerwonej) oraz galerii handlowej Aura. Po drugiej stronie al. Piłsudskiego znajduje się gmach Urzędu Wojewódzkiego (wcześniej Prezydium Wojewódzkiej Rady Narodowej) zbudowanego na miejscu zniszczonej w czasie wojny neogotyckiej Wyższej Szkoły Realnej im. Kopernika.
Gmach Rejencji zaprojektowany został w stylu modernistycznym, nawiązującym do baroku. Do budowy użyto miejscowe kamienie polne i głazy narzutowe oraz piaskowiec z Dolnego Śląska i Wielkopolski. Nieotynkowany mur ceglany pomiędzy pilastrami nawiązuje do gotyckiego charakteru miasta.